# Pleoschisma agilis
Pleoschisma agilis is een mosselkreeftjessoort uit de familie van de Philomedidae. De wetenschappelijke naam van de soort is voor het eerst geldig gepubliceerd in 1879 door Thomson.